# Селиванов, Фёдор Фёдорович
Фёдор Фёдорович Селиванов (1859—1938) — русский и советский химик, предложивший качественную пробу на обнаружение фруктозы, названную в последующем — проба Селиванова.

## Биография
Происходил из дворянской семьи; родился в городе Городище Пензенской губернии, 9 (21) октября 1859 года. Отец, поручик Фёдор Иванович Селиванов (17.02.1827—18.08.1869), к концу жизни — коллежский секретарь и уездный судья. В 1851  году венчался в Саранске с дочерью местного купца Дмитрия Леонтьевича Кроткова — Александрой Дмитриевной. В семье родились сыновья: Николай (1852—?), Иван (1854—?), Дмитрий (1855—1932), Александр (1856—1919), Аполлинарий (1857—?) и Фёдор.
С 1868 года Фёдор учился в Пензенской гимназии. После смерти отца в 1869 году, матери пришлось воспитывать мальчиков в одиночку.
В 1879 году он окончил химическое отделение в дополнительном классе 1-го Санкт-Петербургского реального училища. Продолжил образование в Санкт-Петербургском технологическом институте и по окончании его химического отделения в 1885 году (со степенью инженер-технолога), отправился для усовершенствования за границу, где работал в лаборатории В. Майера в Гёттингене.
В 1889 году сдал магистерский экзамен, в 1893 году поступил лаборантом в главную палату мер и весов. С 1894 года приват-доцент Санкт-Петербургского университета, в 1895 году назначен приват-доцентом по кафедре агрономической химии Новороссийского университета.
В 1896 году защитил магистерскую диссертацию и назначен профессором органической химии и сельскохозяйственного химического анализа в Ново-Александрийский институт сельского хозяйства и лесоводства. С 1905 года являлся заведующим Одесской центральной лабораторией Министерства финансов Российской империи, одновременно состоял приват-доцентом Новороссийского университета.
В 1918 году участвовал в основании Одесского сельскохозяйственного института, избран профессором по кафедре сельскохозяйственного анализа; читал лекции также по сельскохозяйственной технологии. В 1927 году вышел на пенсию, но продолжал вести научную деятельность до конца жизни.
Скончался 21 февраля 1938 года.

## Научные работы
Поместил ряд статей и заметок по древесине, её реакциях и о древесине сосны; о реакциях окрашивания сахаристых веществ; о тростниковом сахаре в картофеле и о его образовании из крахмала; о взаимодействии отрицательных групп в углеродистых соединениях, о хлорангидриде CCl2SO2Cl и его строении; о действии кислот HOCl, HOBr и HOJ на раствор KJ, о синтезе соединений с трет. бутиловым радикалом; о химической природе гидратов окисей; о гидратах окиси кальция и пр. Открытая им проба на фруктозу носит имя пробы Селиванова.
- Диссертация на степень доктора химии — «Phytochemische Untersuchungen» (Геттинген, 1888).
- Диссертация на степень магистра химии — «К вопросу о галоидных соединениях азота» (Санкт-Петербург, 1895).
- Universitätslaboratorium Göttingen: «Notiz über eine Fruchtzuckerreaction». Berichte der deutschen chemischen Gesellschaft, 20, 1, Wiley-VCH-Verlag, Weinheim 1887. S. 181—182.
- «Beitrag zur Kenntniss der gemischten Anhydride der unterchlorigen Säure und analoger Säuren I» («Mittheilungen»; eingegangen am 26. November) Berichte der deutschen chemischen Gesellschaft, 25, 2, Wiley-VCH-Verlag, Weinheim Juli-Dezember 1892. S. 3617-3623.
- «Beitrag zur Kenntniss der gemischten Anhydride der unterchlorigen Säure und analoger Säuren II» («Mittheilungen»; eingegangen am 27. Februar) Berichte der deutschen chemischen Gesellschaft, 26, 1, Wiley-VCH-Verlag, Weinheim Januar-April 1893. S. 423—426.
- «Beitrag zur Kenntniss der gemischten Anhydride der unterchlorigen Säure und analoger Säuren III» («Mittheilungen»; eingegangen am 23. März) Berichte der deutschen chemischen Gesellschaft, 26, 1, Wiley-VCH-Verlag, Weinheim Januar-April 1893. S. 985—989.
- «Beitrag zur Kenntniss der gemischten Anhydride der unterchlorigen Säure und analoger Säuren IV. Anorganische Halogenstickstoffe» («Mittheilungen»; eingegangen am 13. März) Berichte der deutschen chemischen Gesellschaft, 27, 1, Wiley-VCH-Verlag, Weinheim Januar-April 1894. S. 1012—1019.